# Bergtjärnen (Grythyttans socken, Västmanland, väster om Malmlången)
Bergtjärnen är en sjö i Hällefors kommun i Västmanland och ingår i Göta älvs huvudavrinningsområde. Sjön är 17 meter djup, har en yta på 0,021 kvadratkilometer och är belägen 165 meter över havet.